# Münchner Stadtzeitung
Die Münchner Stadtzeitung war seit September 1980 Jahren ein monatlich, ab 1984 dann 14-täglich bis 1989 erscheinendes Stadtmagazin für den Großraum München.

## Abgrenzungen
Das Magazin Münchner Stadtzeitung ist nicht zu verwechseln mit dem gleichnamigen Lokal-Anzeiger Münchner Stadtzeitung für den Münchener Osten und Vororte, der als Beilage des Münchner Merkurs in den 1950er Jahren erschien. Auch aktuelle Stadtmagazine wie u. a. das GO>, dessen Vorläufer von 1990 bis 2001 das nicht mit der Münchner Stadtzeitung in Beziehung stehende Münchner Stadtmagazin war, oder munichx tragen den Beinamen „Münchner Stadtmagazin“.

## Geschichte
Die Münchner Stadtzeitung ging 1980 aus der monatlich erscheinenden Münchner Pop: Stadt-Zeitung (zuvor: Münchner Pop Zeitung) hervor. Arno Heß als Verleger des Cultura Verlags vermochte laut taz im Januar 1980 den bis dahin u. a. für die Lifestyle-Magazine Wiener und Tempo schreibenden Michael-A. Konitzer „abzuwerben“, und im September 1980 erschien mit Konitzer als Chefredakteur die erste Ausgabe der Münchner Stadtzeitung. Umfang wie auch Höhe der Auflage wurden gesteigert, nachdem u. a. auch Leser des seinerzeit mit der Münchner Stadtzeitung konkurrierenden Magazins Blatt (1973–1984) für sich gewonnen werden konnten.
Neben der Rubrik Kleinanzeigen und einem umfassenden Programmkalender von Events und Konzerten trugen auch mehrere Autoren unter anderem Beiträge zur Stadt- und Szenekultur, Kommunalpolitik wie auch zu gesellschaftspolitischen Themen bei. Ab 1984 erschien die Münchner Stadtzeitung alle zwei Wochen.
Konitzer verließ die Redaktion 1986 und wechselte zum Gründungsteam der deutschen Wiener-Ausgabe als Chefreporter und stellvertretender Chefredakteur. 1989 wurde die Münchner Stadtzeitung zusammen mit anderen Stadtmagazinen vom Jahreszeiten Verlag gekauft und ging anschließend in der Münchener Ausgabe des Magazins Prinz auf.

## Bekannte Mitarbeiter und Autoren
- Michael-A. Konitzer, Chefredakteur bis 1986
- Christian Moser, Comiczeichner
- Barbara Schaefer, Journalistin und Autorin
- Gerhard Wisnewski, Journalist
- Klaus Ott, heute Süddeutsche Zeitung

## Bibliografie
- Arno Heß (Hrsg.), Doro Bitz-Volkmer, Michael Linkersdörfer, Wolfgang Vichtl: Das Münchner Stadt-Zeitungs-Buch – München von A-Z. Cultura Verlag, München 1984 (2. Aufl. 1985). ISBN 3-9800931-0-7.